# Dzień Solidarności i Wolności
Dzień Solidarności i Wolności – polskie święto państwowe, obchodzone co roku 31 sierpnia w rocznicę porozumień sierpniowych, ustanowione w celu upamiętnienia historycznego zrywu Polaków do wolności i niepodległości z 1980, który zapoczątkował proces upadku komunizmu i wyzwolenia narodów Europy Środkowej i Wschodniej.
Dzień ten nie jest dniem wolnym od pracy.

## Znaczenie daty
Punktem kulminacyjnym Sierpnia 1980 było podpisanie porozumień kolejno - w Szczecinie (30 sierpnia), w Gdańsku (31 sierpnia), w Jastrzębiu-Zdroju (3 września) i w Hucie Katowice w Dąbrowie Górniczej (11 września). Za symboliczną datę przyjmuje się dzień 31 sierpnia - podpisanie porozumienia w Gdańsku.

## Ustanowienie święta
Dzień 31 sierpnia został ustanowiony świętem państwowym przez Sejm RP w dniu 27 lipca 2005.

## Dzieje obchodów
Święto było obchodzone po raz pierwszy w 25. rocznicę porozumień sierpniowych w dniu 31 sierpnia 2005. Główne uroczystości odbyły się w Gdańsku.